# Bosslaapmuis
De bosslaapmuis of boomslaper (Dryomys nitedula) is een knaagdier uit de familie der slaapmuizen (Gliridae).

## Kenmerken
Hij lijkt op de eikelmuis, maar is kleiner, met een langere borstelige staart en een minder duidelijk masker. Ook zijn de oren kleiner en afgerond. De vacht is lichtgrijs tot roodachtig bruin. De slaapmuis heeft een kop-romplengte van 8 tot 13 centimeter en een staartlengte van 8 tot 9,5 centimeter. Het dier weegt 30 tot 60 gram.

## Leefwijze
De bosslaapmuis is een nachtdier. Overdag verblijft hij in een zelfgebouwd kogelvormig nest in een holle boom of tussen de takken. Dit nest is gemaakt van mos, bladeren, veren en haren. 's Nachts komt hij tevoorschijn om zich te voeden met plantaardig materiaal, als zaden, noten, korstmos en fruit. Ook eet hij insecten en larven. Hij houdt van oktober tot april een winterslaap in ondergrondse holen.

## Verspreiding en leefgebied
De bosslaapmuis leeft vooral in loofbossen en gemengde bossen met een dichte struiklaag, tot 1500 meter hoogte in de Alpen. Hij komt voor in Oostenrijk en de Balkan tot de Baltische staten. Oostwaarts komt hij voor tot de Altai en Tiensjan.

## Voortplanting
De voortplanting in het noorden van het leefgebied loopt anders dan die in het zuiden. In het noorden loopt de paartijd van mei tot juli, waarna eind juni, juli drie tot vijf jongen worden geboren. In het zuiden loopt de paartijd van maart tot september. Het dier kan daardoor meerdere worpen per jaar hebben (meestal twee tot drie), en krijgt daardoor ook minder jongen per worp, ongeveer één tot vier.